# Харти, Хамильтон
Сэр Герберт Хамильтон Харти (англ. Hamilton Harty; 4 декабря 1879, Хилсборо, графство Даун — 19 февраля 1941, Хоув) — ирландский дирижёр и композитор.
Херберт Хамильтон Харти родился в семье церковного органиста-англиканина в Ольстере и был четвёртым из 10 детей. Получив у отца уроки игры на органе, альте и фортепиано, с 12 лет он стал замещать отца. В 1901 году Харти отправился в Лондон, где начал карьеру аккомпаниатора, в том числе выступая с Фрицем Крейслером, Йожефом Сигети, тенором Джоном Маккормаком. В 1904 году он женился на сопрано Агнес Николлс. В 1908 году при посредничестве жены Харти познакомился с Гансом Рихтером, благодаря которому смог в 1911 году исполнить свою симфоническую поэму «С дикими гусями» с Лондонским симфоническим оркестром и получил приглашение руководить им на сезон 1912—1913 годов. Премьера Вариаций на дублинскую тему в 1913 году была не столь успешной, контракт не был продлён, и Харти был принуждён обратиться к оперному дирижированию. Его карьера шла в гору, но была прервана Первой мировой войной, в период которой он служил во флоте.
В 1919 году Харти заменил Томаса Бичема за пультом оркестра Халле, а уже в 1920 стал его главным дирижёром, оставаясь на этом посту до 1934 года и превратив оркестр в один из ведущих в стране. В 1925 году Харти получил дворянство. В 1931—1936 годах Харти руководил также Лондонским симфоническим оркестром, с которым успешно гастролировал в США. В 1936 году у дирижёра была обнаружена опухоль мозга, и после перенесённой операции, завершившейся удалением правого глаза, он временно завершил концертную деятельность и жил попеременно в Ирландии и на Ямайке. В марте 1939 года Харти осуществил премьеру своего последнего сочинения — симфонической поэмы «Дети Лира» с симфоническим оркестром Би-Би-Си, с которым продолжал выступления до декабря 1940 года. Харти умер на отдыхе в Хоуве, его останки после кремации развеяны над его родным Хилсборо.
Основная часть сочинений Харти написана в период до 1920 года. Среди них — концерты для скрипки и для фортепиано с оркестром, Ирландская симфония, Вариации на Дублинскую тему и Вариации на тему Дерри, Комедийная увертюра, Фантазийные сцены и симфоническая поэма «В Ирландии», «Ода соловью» для сопрано и симфонического оркестра, а также симфоническая поэма «С дикими гусями», посвящённая жизни ирландских солдат во французской эмиграции после победы протестантов в войне с якобитами в 1688—1689 годах.
После перенесённой операции Харти вернулся к композиторской деятельности, создав оркестровку пяти ирландских песен, а также монументальную симфоническую поэму «Дети Лира» на тему ирландских легенд. В своём творчестве Харти активно использовал ирландские народные темы, сочетая их с общеевропейской манерой письма в русле романтизма.